# Choptianka
Choptianka (ukr. Хоптянка, hist. Józefówka) – wieś na Ukrainie w obwodzie tarnopolskim, w rejonie tarnopolskim.
Do 2020 w rejonie podwołoczyskim.